# Batalha de Odžak
A Batalha de Odžak foi a última batalha da Segunda Guerra Mundial na Europa.   A batalha começou em 19 de abril de 1945 e durou até 25 de maio de 1945,  17 dias após o fim da guerra na Europa. Os combatentes foram as Forças Armadas do Estado Independente da Croácia (NDH) comandadas por Petar Rajković e o Exército Iugoslavo comandado por Miloš Zekić. A batalha ocorreu na cidade bósnia de Odžak.
A batalha é detalhadamente descrita em vários livros, por exemplo, em um livro de 1969 sobre a 53ª Divisão,  livro de 1981 sobre a 16ª Brigada Muçulmana,  livro de 1983 sobre a 27ª Divisão da Bósnia Oriental,  e livro de 1983 sobre 14ª Brigada Central da Bósnia. 